# Otavi (Wahlkreis)
Otavi ist ein Wahlkreis in der Region Otjozondjupa im zentralen Norden Namibias. Verwaltungssitz ist die gleichnamige Stadt Otavi. Der Kreis umfasst eine Fläche von 14.243 Quadratkilometer und hat knapp 18.300 Einwohner (Stand 2023).
Der Wahlkreis ist vor allem landwirtschaftlich, durch seine Lage im Maisdreieck geprägt.

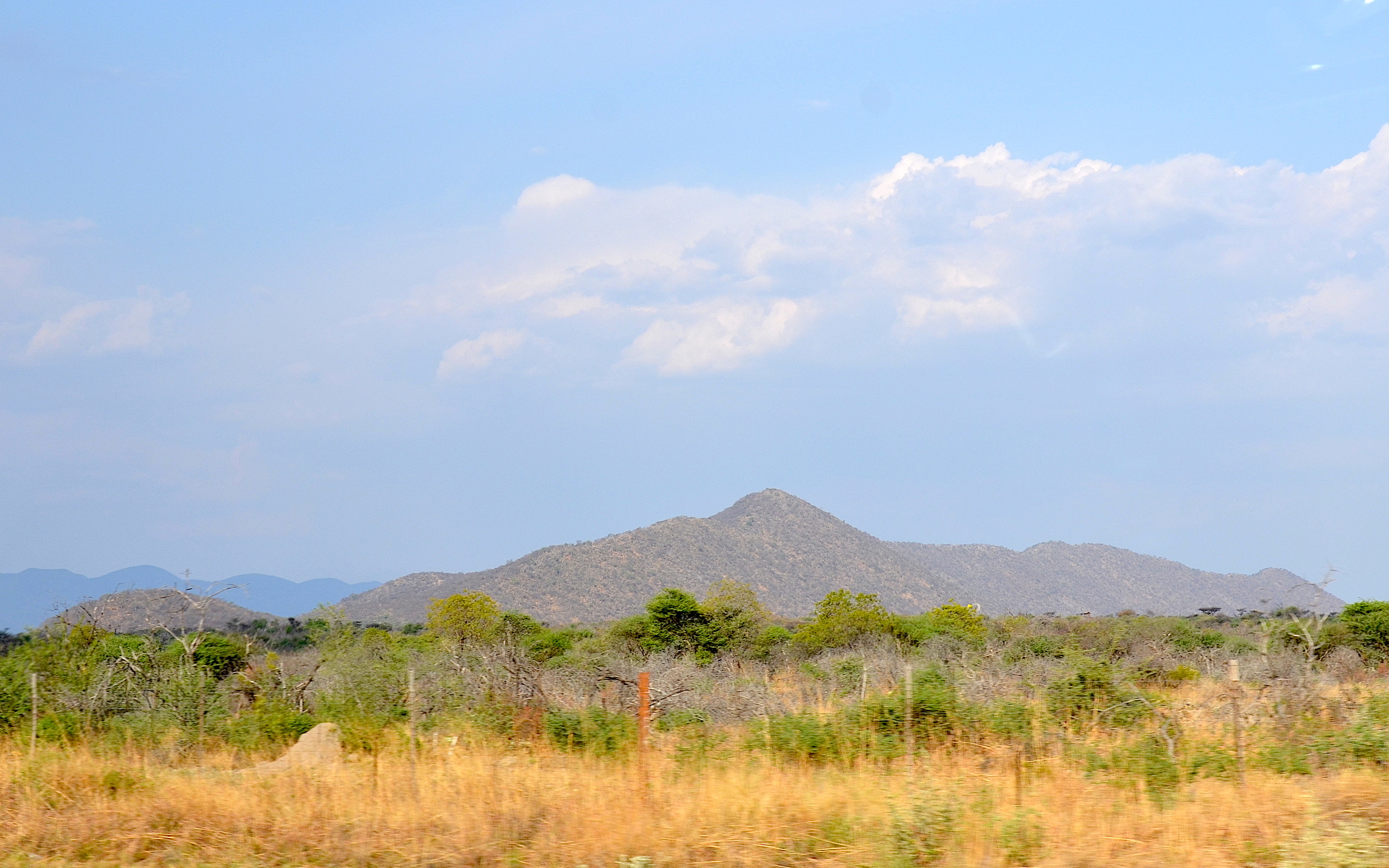
Elefantenberg im Wahlkreis Otavi

## Wahlen
| Wahl | Name                  | Partei | Stimmenanteil |
| ---- | --------------------- | ------ | ------------- |
| 1992 |                       |        |               |
| 1998 | Bartholmeus Shangheta | SWAPO  | 50,0 %        |
| 2004 | Bartholmeus Shangheta | SWAPO  | 67,9 %        |
| 2010 | Ndapewashali Nambili  | SWAPO  | 70,1 %        |
| 2015 | Laina Mekundi         | SWAPO  | 79,3 %        |
| 2020 | George Garab          | SWAPO  | 51,9 %        |